# Frickenhofen (Neumarkt in der Oberpfalz)

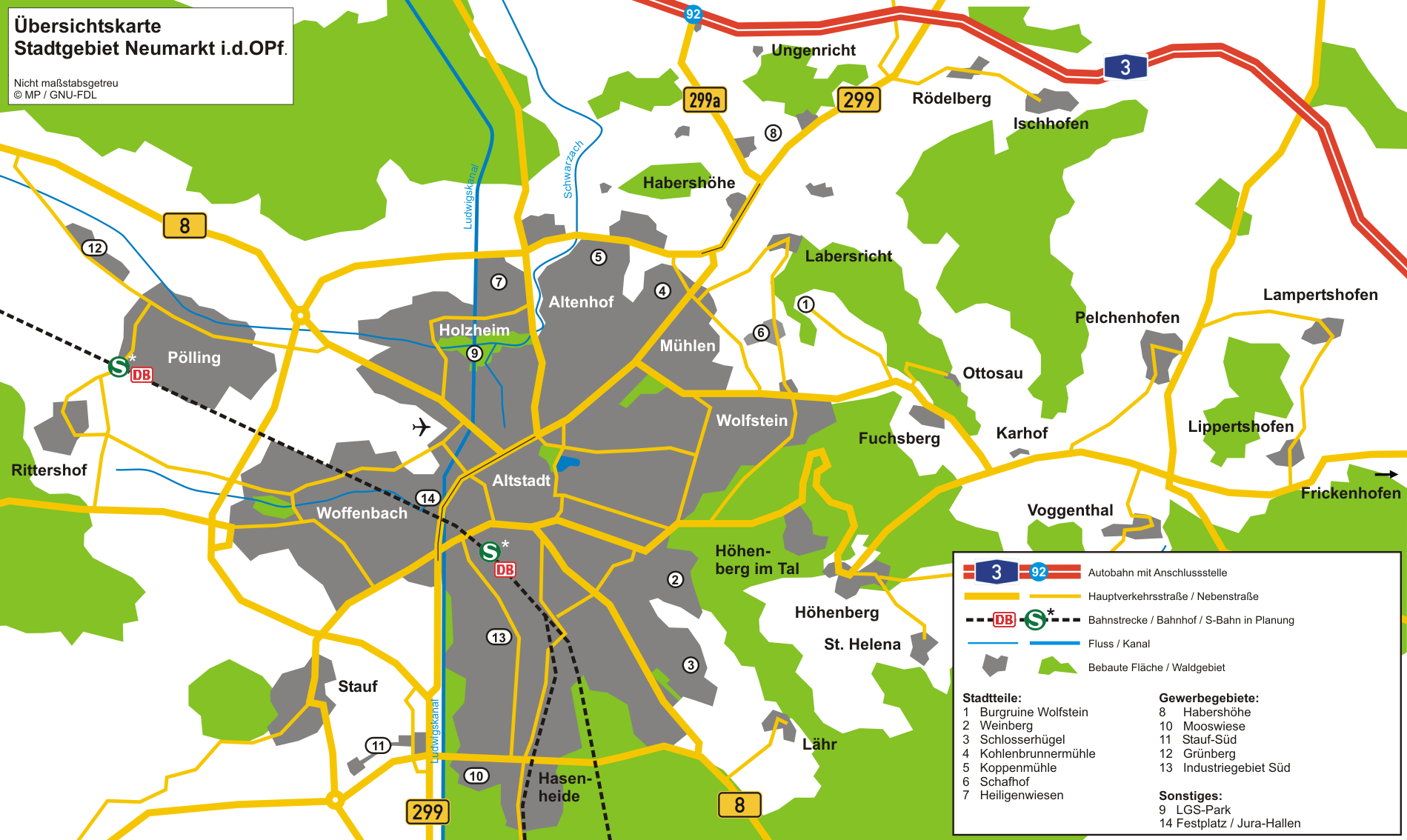
Stadtgebiet Neumarkt, ganz rechts der Hinweis auf Frickenhofen

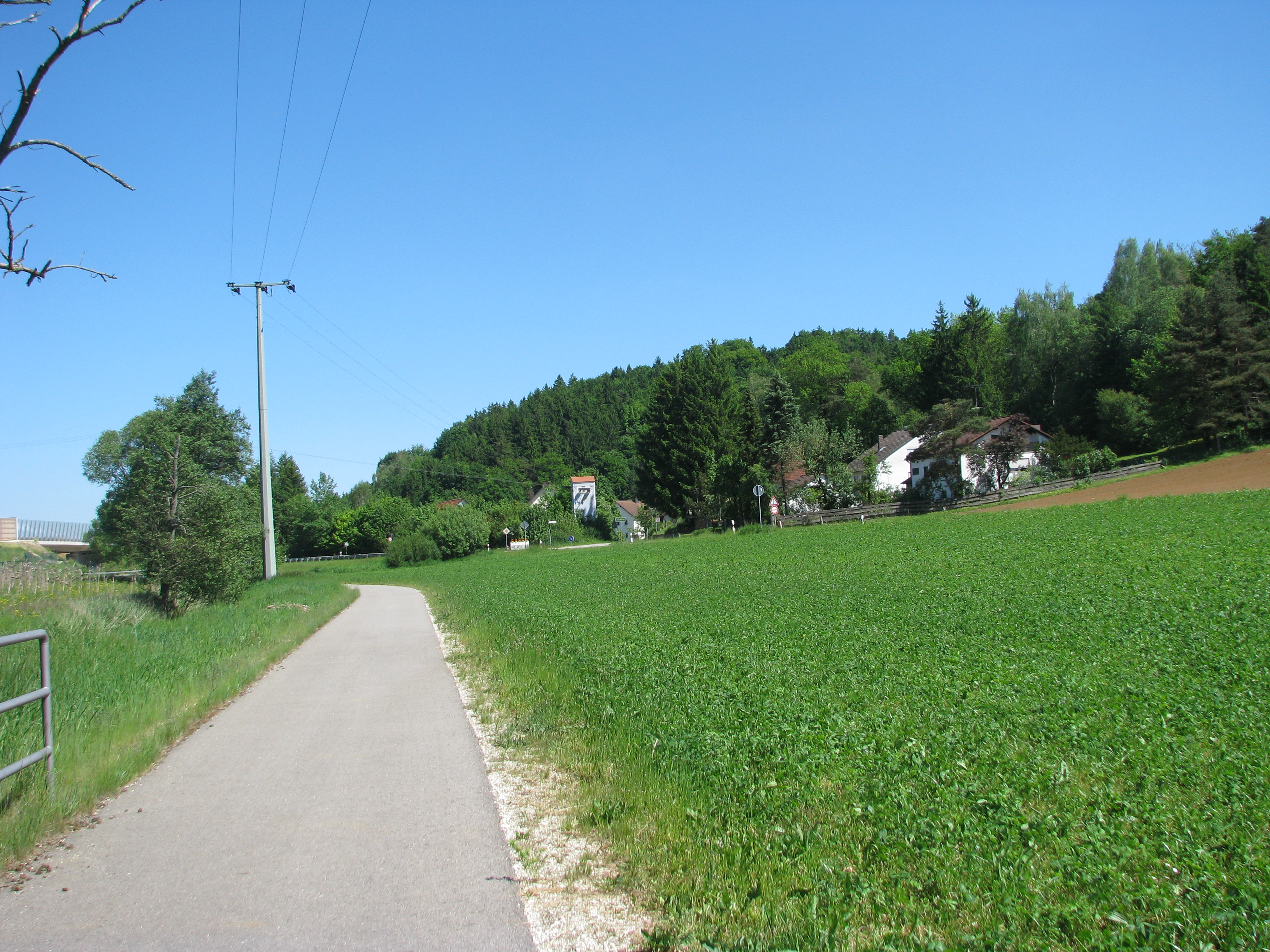
Frickenhofen

Frickenhofen ist ein Gemeindeteil der Großen Kreisstadt Neumarkt in der Oberpfalz. Der Gemeindeteil hatte im Jahr 2022 54 Einwohner.

## Lage
Das Dorf liegt etwa fünf Kilometer östlich des Neumarkter Stadtkerns an der Staatsstraße 2240 und an der Ausfahrt 92 b „Neumarkt-Ost“ der Bundesautobahn 3 auf 492 m ü. NHN.

## Ortsnamendeutung
Der Ortsname leitet sich wohl vom Personennamen Friko ab.

## Geschichte
Von 1271 bis 1474 ist der Ortsadel als blühendes und weit verzweigtes Geschlecht nachgewiesen, das mit Konrad und Albert auch zwei Eichstätter Domherren stellte. Der Burgstall Frickenhofen befindet sich südöstlich auf der Anhöhe im Forst „Steinlohe“. Ein Albrecht von Frickenhofen ist 1307 als Spender eines jährlichen Zinses für das Siechhaus in Lengenfeld und 1309/10 als Spender für das Kloster Kastl genannt. 1336 stifteten Albrecht und Friedrich von Frickenhofen eine eigene Kapelle bei der Klosterkirche von Seligenporten. Ende des 14. Jahrhunderts sind die Herren von Frickenhofen als Neumarkter Bürgergeschlecht anzutreffen.
Gegen Ende des Alten Reiches, um 1800, bestand das Dorf aus 12 Anwesen. Hochgerichtlich unterstanden diese dem Schultheißenamt Neumarkt, niedergerichtlich mehrheitlich der Unteren Hofmark Berngau, 4 kleinere Höfe jedoch dem Stift Kastl; so hatte das Kloster bereits 1402 drei Güter zu Frickenhofen käuflich erworben.
Im Königreich Bayern gehörte das Dorf 1810/20 zum Steuerdistrikt Oberbuchfeld, dann zur Ruralgemeinde Pelchenhofen, schließlich zur Gemeinde Lippertshofen. 1961 bestand das Dorf aus 17 Wohngebäuden mit 73 Bewohnern. Im Zuge der Gemeindegebietsreform von 1972 wurde Frickenhofen in die Kreisstadt eingemeindet. 1987 lag die Einwohnerzahl bei 72, die Zahl der Wohnhäuser bei 20.
Kirchlich gehört Frickenhofen zur katholischen Pfarrei Dietkirchen im Bistum Eichstätt.

## Baudenkmäler
Zwei Bauernhäuser aus dem 18./19. Jahrhundert, die Nr. 4 und die Nr. 13, sind Wohnstallbauten mit verputztem bzw. verkleidetem Fachwerkgiebel und gelten als Baudenkmäler.